# Académie de nutrition et de diététique

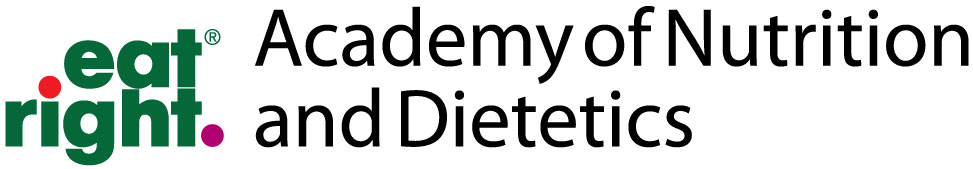

L'Académie de nutrition et de diététique (Academy of Nutrition and Dietetics) est la plus grande association de nutritionnistes avec plus de 100 000 membres.
Autrefois connue sous le nom d'Association américaine de diétiétique (American Dietetic Association), l'organisation change de nom en janvier 2012 pour devenir l'AND. Fondée en 1917 à Cleveland, Ohio, par un groupe de femmes conduit par Lenna F. Cooper et sa première présidente, Lulu G. Graves, elle a maintenant son siège à Chicago, Illinois.